# 藤井雅実

第13回人工知能美学芸術研究会

藤井 雅実（ふじい まさみ）は、美術評論家、芸術・文化系　哲学研究者。

## 略歴
1980年代、当時銀座と並んで現代美術の二大拠点だった神田地域で、画廊パレルゴンGallery Parergonを設立・運営。もの派とコンセプチュアル・アート、教条的なフォーマリズムが中心だった80年代初頭、そこに収まらない当時20代の同世代のアーティストや芸大・美大・Bゼミなどの院生や学生たちが集う拠点とする。そうした作家たちからピックアップして「現代美術の最前線展」「シンボリック・シティー」などの企画展やシンポジウムを、同画廊や各地で企画し、日本におけるポストモダン・アートの潮流としての「ニューウェイヴ」と呼ばれるムーブメントの一端を推し進めていた。当時のニューウェイヴ活動の一面は、作家たちとの五つの座談会などを含む『現代美術の最前線』（画廊パレルゴン出版、1984年）にまとめられた。
当時の活動は、2008年夏、『80年代におけるアヴァンギャルド系現代美術－－画廊パレルゴンの活動を焦点として』と題されたシンポジウムで再検討された
2019年、春、ロスアンゼルスで、画廊パレルゴンを参照した "PARERGON: JAPANESE ART OF THE 1980S AND 1990S"が開催。それも受け、『美術手帖』6月号、特集「80年代とはなんだったのか」において、当人へのインタビュー記事の他、ロス展キュレーター吉竹美香、批評家・筒井宏樹、椹木野衣らのテキストがパレルゴンと藤井に言及。
その後、藤井、筒井と批評家・黒瀬陽平によるトークイベントも開催された。
Bゼミ・スクール、東京ビジュアルアーツ他の講師（近代美術史､ポスト構造主義系芸術論、美学概論など）と共に、月刊美術誌『アトリエ』、社会思想誌『情況』などの編集・執筆に携わる。現代美術の他、古典美術、美学、ゲーム、フェミニズム、ファッション、ポルノグラフィ、カーデザイン、F1、AI美学など、美学的観点からの評論や論文、翻訳がある。
2016年、人工知能美学芸術研究会（AI美芸研）発起人。第1回、第13回、第34回、その他、登壇。
2021年、「モザイク展2021」審査委員。　2022年、NPO法人AI愛護団体・理事、滝野川クロニクル2022企画協力。2023年「モザイク展2023」審査委員。

## 主な著訳書
- 『現代美術の最前線』（編著、画廊パレルゴン）　https://drive.google.com/file/d/0B-UYdPYMhKKFN0ZjQXhydzZMbkU/view
- 「脱𦥑と共振 美術・機械の乱流」（『GS』vol.4「戦争機械」所収）
- 「行方の知れないカウント・ダウン シミュラクラからの主題なき変奏」（『美術手帖』1990年2月号）
- 『人はなぜゲームするのか－電脳空間のフィロソフィア』（沢野雅樹との共著、洋泉社）
- 『和英対峙 現代美術演習〈4〉』（BゼミSchooling System 編集、現代企画室）
- 『戦争－思想･歴史･想像力』（市田良彦、丹生谷貴志、上野俊哉、田崎英明との共著、新曜社）
- 「ハイパーアヴァンギャルド」（『情況』「特集；前衛以後の前衛」1992年4月号）
- 『こんなスポーツ中継は､いらない』（青弓社編集部編集、青弓社）
- RMNデジタル・アートセレクション・シリーズ（CD-ROM、監修・翻訳・解説）
  - 『レオナルド・ダ・ヴィンチ』（「マルチメディア・グランプリ95」教養・ドキュメンタリー作品賞）
  - 『ルーヴル美術館－絵画と宮殿』
  - 『ナポレオン－皇帝の謎』
  - 『ドラクロワ－モロッコの旅』
  - 『セザンヌ』
  - 『オルセー美術館－近代美術の始発駅』（以上、フジテレビ、NECインターナショナル）
- 「〈外〉への共振－哲学と芸術の限界とその〈外〉」（『Search&Destroy』東京造形大学）http://cs-lab.zokei.ac.jp/labtu/%E9%9B%BB%E5%AD%90%E6%9B%B8%E7%B1%8Dsearch-destroy/
- 「AIは死の欲動を実装できるか？」『人工知能美学芸術展 記録集』人工知能美学芸術研究会（AI美芸研）編」　https://www.aibigeiken.com/store/aiaae_ac.html
- 「藤井雅実に聞く　画廊パレルゴンの活動　東京のニューウェイヴの拠点」『美術手帖』2019年6月号　https://prtimes.jp/main/html/rd/p/000000090.000010983.html
- 「特異像（シンギュラル・イメージ）としての絵画－－＜外＞の／への私的言語の享楽」　『21世紀の画家、遺言の初期衝動　絵画検討会2018』高田マル・編　https://kaiga.myportfolio.com/1
- 「AIは欲望と情動の地で歌えるか？」 "AI Sing in The Ground of Desire and Emotion?"（人工知能美学芸術研究会・編： 『S氏がもしAI作曲家に代作させていたとしたら？』所収。in "What If AI Composed for Mr'S")　https://www.aibigeiken.com/store/sn_j.html
- 講評「モザイク芸術 欲動の⼩さなかけらが繁茂し開く異界」 藤井雅実　（モザイク通信 No.122  2021年10月 モザイク会議刊）　https://www.maa-jp.com/japanese/newsletter/tsushin122.pdf?fbclid=IwAR1hfRD8W1E8q5h3HFbGrOx0V0RSwz98jLOGuudxvQTXAZ4PC946MD929B0
- 「二種の四角片Double Squaresが誘う不穏と魅惑」（『現代の人事の最新課題 人的資本・健康経営・メタヴァース・リベラルアーツ』2022所収　https://www.amazon.co.jp/%E7%8F%B）：改訂版＝ネットマガジン『まどか通信』2024年夏号；https://madokainst.tx-d.art/2024/07/10/%e4%ba%8c%e7%a8%ae%e3%81%ae%e5%9b%9b%e8%a7%92%e7%89%87double-squares%e3%81%8c%e8%aa%98%e3%81%86%e4%b8%8d%e7%a9%8f%e3%81%a8%e9%ad%85%e6%83%91/
- 「滝野川クロニクル 2022 ⼟地の亡霊と⾃然の召喚祭」https://takinogawachronicle.org/review.pdf?fbclid=IwAR0wfPdgfXzq34Fau073_mtiy6vGASBy4bLJ-Qp4LA_LxXBvBCKDe2U7woY　　　　（滝野川クロニクル2022　HP　https://takinogawachronicle.org/）
- 「細片の積層と錯綜が織りなす魅惑と享楽」（モザイク通信 No.129 23年11月モザイク会議刊）https://maa-jp.com/japanese/newsletter/tsushin129.pdf?fbclid=IwY2xjawF1fQZleHRuA2FlbQIxMQABHW3KR-DJyNXMXy2trT_ih9o7bQK_p0CTnBLiW8kuTZr99R2TQ3AXC4h7vg_aem_c_gtBsLLruz_bj83roZqVQ

### 翻訳・解説
- リンダ・ニード『ヌードの反美学』（藤井麻利との共訳、青弓社）
- アン・スニトゥ編著『ポルノと検閲』（藤井麻利との共訳、青弓社）
- ロバート・カミング『深読みアート美術館』（監修小林頼子、他との共訳、六耀社）